# Goldaszt
Goldaszt (pers. گلدشت) – miasto w Iranie, w ostanie Isfahan. W 2011 roku liczyło 23 192 mieszkańców.